# 2004 KV18
2004 KV18 – planetoida odkryta w czerwcu 2004 roku. Pierwotnie zaliczana do grupy trojańczyków Neptuna, dalsze obserwacje wskazywały, że jest to inny obiekt transneptunowy. W 2019 roku ponownie zaliczona do trojańczyków Neptuna.
Planetoida nie ma jeszcze własnej nazwy, a tylko oznaczenie tymczasowe. Dopiero po nadaniu stałego numeru zostanie oficjalnie podany jej odkrywca.

## Orbita
Planetoida ta krąży w średniej odległości ok. 30,4 j.a. od Słońca po eliptycznej orbicie o mimośrodzie ok. 0,18. Wykonuje jeden obieg wokół Słońca w ciągu ponad 167 lat. Orbita planetoidy jest nachylona pod kątem 13,6° do płaszczyzny ekliptyki.